# Psychotria monsalveae
Psychotria monsalveae är en måreväxtart som beskrevs av Charlotte M. Taylor. Psychotria monsalveae ingår i släktet Psychotria och familjen måreväxter. Inga underarter finns listade i Catalogue of Life.